# Tabanus quadriguttatus
Tabanus quadriguttatus är en tvåvingeart som beskrevs av Ricardo 1908. Tabanus quadriguttatus ingår i släktet Tabanus och familjen bromsar.
Artens utbredningsområde är Tanzania. Inga underarter finns listade i Catalogue of Life.